# آلومینیومی (سرده)
آلومینیومی (نام علمی: Pilea) نام یک سرده از تیره گزنه‌ایان است.